# Flipperkast

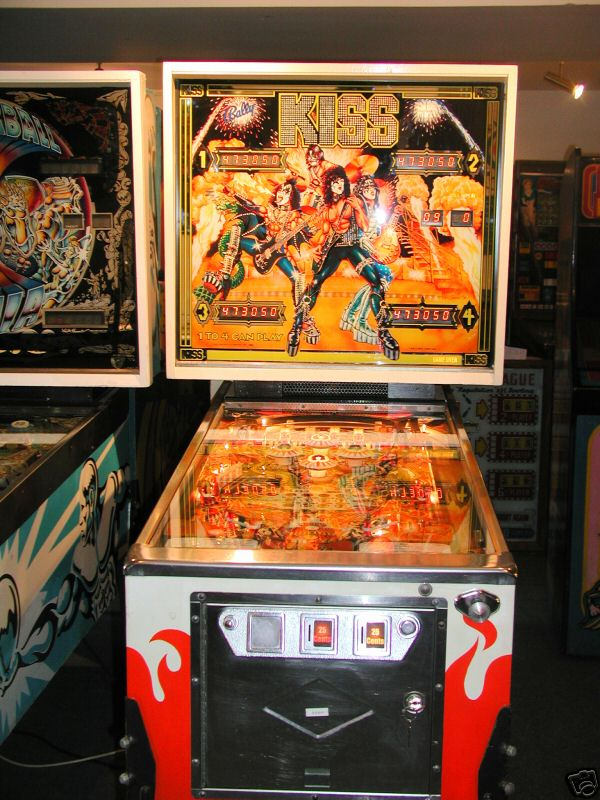
Flipperkast

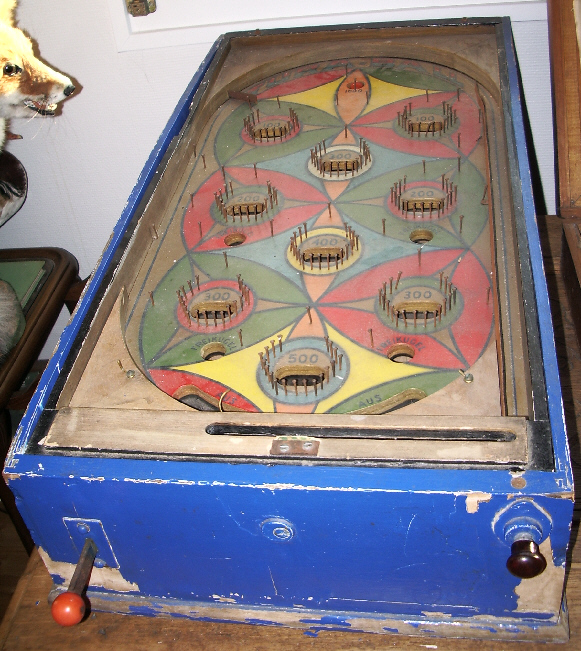
"Flipperkast" uit 1948

Flipperkasten (Malmö, 1989)

Een flipperkast is een amusementsautomaat waarop men na het inwerpen van munten een spel kan spelen door het bewegen van twee mechanismen (flippers) die via drukknoppen op de zijkant met de vingertoppen worden bediend. De bedoeling is om een stalen balletje met een diameter van 27 mm zo lang mogelijk, tegen de zwaartekracht in, in het spel te houden en punten te scoren door het aanschieten van diverse op het speelveld aanwezige doelen. Deze punten worden bijgehouden op een scherm dat op de achterkant van de kast is gemonteerd. Meestal is het hierbij mogelijk om een extra spel of extra bal te winnen. Daarom is een flipperkast geen gokautomaat, maar een behendigheidsautomaat. Spelen op een flipperkast wordt ook wel flipperen genoemd.

## Geschiedenis
De eerste flipperkasten dateren uit het midden van de 19e eeuw. Flippers hadden deze uitvoeringen nog niet. De bal werd met een soort biljartkeu in het spel gebracht, waarna de bal in een vak met punten eindigde.
In 1870 patenteerde Montague Redgrave het lanceermechanisme om de bal met behulp van een metalen veer in het spel te brengen.
De eerste deels geautomatiseerde flipperkast (Whiffle genaamd) is gemaakt in 1931 door het bedrijf Automatic Industries. Nadat een munt werd ingeworpen werd de bal automatisch vrijgegeven, waarna de speler deze handmatig in het spel kon brengen.
In 1947 kreeg de flipperkastontwikkeling een nieuwe wending door David Gottliebs uitvinding van "de flipperbumper" die al snel door de speler "flipper" werd genoemd. Dit mechanisme gaf de speler voor het eerst controle over het spel. In sommige flipperkasten van destijds bewogen de flippers van buiten naar binnen in plaats van het tegenwoordig gebruikelijke van binnen naar buiten. De eerste flipperkast met flippers was de Humpty Dumpty en deze had 8 naar buiten wijzende flippers.
In 1956 kwam de Balls-A-Poppin op de markt. Dit was de eerste flipperkast met een multi-ball-mogelijkheid (meer dan één bal tegelijkertijd in het spel).
Vanaf 1964 hoefde de speler niet langer de bal zelf in het spel te brengen (opdrukken), maar kon de kast de bal zelf voor de afschieter brengen. Deze op zich kleine wijziging maakte de weg vrij naar latere spellen met meerdere ballen (multiball).
De jaren zeventig kenmerken zich door een sterke ontwikkeling van de op dat moment nog elektromechanische flipperkasten, de complexiteit van deze kasten die nog geheel met relais en motoren werken nam buitensporige vormen aan totdat in 1976 de eerste elektronische flipperkasten werden geïntroduceerd, deze flipperkasten waren voorzien van een 8-bits-microprocessor en digitale displays. De eerste modellen werden zowel mechanisch als elektronisch geleverd, omdat lang niet iedere exploitant wilde moderniseren. Gaandeweg bleek echter de grotere betrouwbaarheid en het elektromechanische flippertijdperk werd dan ook voorgoed afgesloten.
Bally en Williams ontwikkelden zelf een elektronisch besturingssysteem, dat gebaseerd was op algemeen verkrijgbare componenten, zoals de Motorola MC6800 microprocessorserie, terwijl Gottlieb de fout maakte de ontwikkeling in zijn geheel uit te besteden aan Rockwell. Er werd door Gottlieb gewoon een aantal elektromechanische flipperkasten bij Rockwell neergezet met de taak er elektronische kasten van te maken. Rockwell voerde deze klus nauwkeurig uit, met als gevolg dat de opgeleverde elektronische kasten exact hetzelfde werkten als hun elektromechanische voorgangers, dus zonder enige verbetering van de speelmogelijkheden. Veel erger was het gebruik van een aantal door Rockwell zelf geproduceerde custommicrochips voor deze zogeheten System 1-kasten. Niet alleen bleken deze buitengewoon duur en kwetsbaar, maar ook de verkrijgbaarheid was al na enkele jaren een groot probleem, met als gevolg dat deze System 1-kasten thans in het hobbycircuit amper belangstelling hebben.
Dankzij de inspanningen van de Fransman Pascal Janine is er tegenwoordig wel een compleet nieuw ontwikkeld besturingssysteem verkrijgbaar. De schade aan Gottliebs goede naam was groot. System 80, de opvolger van de System 1-besturing bleek wel een stuk betrouwbaarder, maar Gottlieb had nu te maken met operators die hun kasten niet meer wilden kopen na het debacle van System 1.

## Evolutie
Vanaf de jaren 80 voer de ontwikkeling van de flipperkast wel bij de algemene elektronische evolutie. De flipperkasten werden steeds geavanceerder. Terwijl de eerste elektronische flipperkasten nog gelijk waren aan de oude mechanische werden de gebruiksmogelijkheden van de computerbesturing steeds beter benut. Dit resulteerde in beroemde kasten zoals de Black Knight van Williams. Ook het geluid van de tinkelende bellen maakte plaats voor elektronische geluiden en uiteindelijk zelfs spraak. De mogelijkheid tot multi-ball werd een bijna noodzakelijke voorwaarde voor een succesvolle flipperkast.
Halverwege de jaren 80 werden de flipperkasten voorzien van een tekstweergavemogelijkheid, de alfanumerieke displays. Hierdoor ontstond de mogelijkheid om de speler te informeren, maar ook de monteur kon eenvoudiger storingen uitlezen.
In 1988 kwam plotseling het eind voor de Bally-fabrieken, deze hadden al meerdere jaren te kampen met dalende omzetten (mede veroorzaakt door het slechte besturingssysteem). Williams kocht Bally in zijn geheel op en ging vanaf dat moment flipperkasten bouwen om en om onder de naam Bally en Williams. Het slechte 6803-besturingssysteem en de gammele lineaire flipper- en slingshotmechanismen werden onmiddellijk afgeschaft. De allerlaatste door Bally zelf geproduceerde flipperkast was de Blackwater 100.
Begin jaren 90 kwamen er flipperkasten met videoschermen, het zogenaamde dotmatrix display. Deze displays konden door hun vrij programmeerbare weergave (niet alleen cijfers of letters) meer doen dan enkel scores weergeven, ook kleine filmpjes en animaties konden worden weergegeven. In een beperkt aantal flipperkasten werden zelfs kleine computerspellen in het flipperspel geïntegreerd.
In 1999 lanceerde Williams het 'Pinball 2000'-concept, een flipperkast waarbij in de kopkast een 19" CGA computerscherm zat, dat zijn beeld projecteerde op de glasplaat die hiertoe een speciale reflectielaag had en zo mee deel uitmaakte van het spel. Er werden slechts 4 modellen met deze nieuwe techniek ontworpen waarvan alleen de 2 eerste modellen daadwerkelijk werden geproduceerd. Williams stopte met de fabricatie van flipperkasten op last van de aandeelhouders om de afdeling gokautomaten meer productieruimte te geven. De nog in omloop zijnde kasten met deze techniek is een kort leven beschoren, omdat de gebruikte componenten uit de PC-branche afkomstig waren en eenzelfde korte levensduur hebben. Ook de gebruikte monitoren lopen op hun eind. Intussen is door een groep hobbyïsten het NUCORE-systeem ontwikkeld, waarmee een externe PC de kast kan besturen en het kwetsbare originele ontwerp wordt omzeild.

## Huidige fabrikanten
Van 2000 tot 2012 was de enige commerciële flipperkastenfabrikant de firma Stern Pinball Inc. in Chicago, Verenigde Staten. Deze fabriek van amusementstoestellen produceert met zeer wisselend resultaat nog flipperkasten, alleen omdat de eigenaar, Gary Stern, zelf een fervent liefhebber is van de flipperkast. Door de bankencrisis in 2008 werden diverse bedrijven gedwongen om vergaande bezuinigingen door te voeren en ook Stern ontkwam hier niet aan, met als gevolg dat de bij Stern in dienst zijnde ontwerpers en programmeurs ontslagen werden en het ontwerp van de op dat moment in productie zijnde flipperkast "CSI" ver werd uitgekleed. Bij de ontslagen werknemers zaten onder meer softwareschrijvers Keith Johnson en Dwight Sullivan, alsmede topontwerper Steve Ritchie (een paar beroemde ontwerpen van hem zijn "Black Knight" uit 1980 en "Star Trek the next generation" uit 1993). Naar later bleek had Gary Stern alle adviezen van deze ontwerpers de voorgaande jaren in de wind geslagen.
In september 2009 werd de productie bij de firma Stern stilgelegd (stand-by volgens Stern) en in december 2009 meldde zich een investeerder. Dave Peterson van Hagerty Peterson and Company werd de nieuwe zakenpartner van Stern, die van mening was dat er nog wel geld te verdienen viel aan de bouw van flipperkasten. Gary Stern bleef echter de belangrijkste aandeelhouder en directeur. In januari 2010 werd de productie gestart van het nieuwste ontwerp Big Buck Hunter.
Op 1 januari 2011 kondigde Jack Guarnieri (Jersey Jack) op de "Spooky Pinball Podcast # 10" aan dat hij een nieuwe flipperkastfabriek is gestart. Dit omdat de vraag naar kwaliteit toeneemt. De bedrijfsnaam zou Jersey Jack Pinball luiden. Hij kondigde toen ook aan dat de eerste flipperkast gebaseerd wordt op de film The Wizard of Oz, die in 2013 in productie is gegaan. Het ontwerp van deze flipperkast is gedaan door Joe Balcer, terwijl Keith Johnson, ex-programmeur van Stern, verantwoordelijk is voor de software. De volgende flipperkast van Jersey Jack is The Hobbit, die in 2014 in productie ging.
In 2012 kondigde Andrew Heighway ook een nieuwe flipperkastfabriek aan: Heighway Pinball. Hun eerste flipperkast, met de naam Full Throttle, werd in januari 2015 gepresenteerd.
Er bestaan ook flipperkasten waarbij het gehele flippermechaniek is vervangen door een beeldscherm waarop een virtuele flipperkast is te zien. De besturing is dan net zoals bij een gewone flipperkast en je kan dan kiezen uit verschillende thema's. Ook bestaan er flipperspellen voor op de PC en de diverse spelconsoles, meestal onder de naam "Pinball"(Engels voor flipperen). Hierbij is op het computerscherm een virtuele flipperkast te zien, meestal gezien van bovenaf en de flippers worden dan bediend met het toetsenbord, vaak met twee toetsen die even ver van elkaar verwijderd zijn op het toetsenbord, zoals bv. de twee Shift-toetsen of twee letters die links en rechts op dezelfde plek zijn gepositioneerd. De scores worden hierbij naast de flipperkast getoond. Bij spelconsoles worden hiervoor vaak de knoppen aan de bovenkant van de gamepads gebruikt. Ook zijn er in de verschillende app-stores apps te krijgen waarmee men kan flipperen op een telefoon of tablet. Deze wordt hiermee veranderd in een virtuele "flipperkast". Hierbij worden de flippers bediend door te tikken op de onderkant van het scherm. De scores worden hierbij vaak boven de flipperkast getoond. Op deze manier kan men overal waar men wil flipperen, ook op plekken waar geen flipperkasten staan.